# Kudirka
Kudirka ist ein litauischer männlicher Familienname.

## Weibliche Formen
- Kudirkaitė (ledig)
- Kudirkienė (verheiratet)

## Namensträger
- Simas Kudirka (1930–2023), litauischer Seemann
- Vincas Kudirka (1858–1899), Schriftsteller und Dichter, Autor der litauischen Nationalhymne